# Andreas Jonsson
Andreas Jonsson, född 3 september 1980, är en svensk professionell speedwayförare. Han har kört för Rospiggarna från Hallstavik i Elitserien i Sverige och för Falubaz Zielona Góra i Speedway Ekstraliga i Polen.

## Karriär
Jonsson började sin karriär i Rospiggarna. Han körde för Hallstavikslaget i Elitserien 1996-2004 och var med och vann SM 1997, 2001 och 2002. År 1998 började Jonsson även tävla i den engelska speedwayligan och 1999 i den polska. Han har vunnit polska ligan två gånger: 2001 med Apator Toruń och 2003 med Włókniarz Częstochowa.
Jonsson körde sitt första Speedway Grand Prix 2001 som wildcard i Sverige. Från 2002 har han kört hela GP-säsonger, med en andraplats 2011 som bäst. Det året vann han också Sveriges Grand Prix i Målilla. År 2007 vann han två GP. Ett i Danmark och det sista för året i Tyskland, vilket innebar att han blev ungefär 650 000 kr rikare. År 2009 vann han GP i Vojens. 2010 vann han GP i Bydgoszcz. 2011 inledde han samarbete med motorkunnige Carl Bloomfeldt och har sedan dess vunnit GP i Terenzano och Torun samt 2:a platsen i Sveriges Grand Prix i Målilla.
Jonsson blev även individuell svensk mästare i speedway 2006, 2007, 2009, 2010, 2011 och 2013.
I slutet av augusti 2019 meddelade han att han avslutar speedwaykarriären.

## Meriter
- Speedway-SM 2006 Guld
- Speedway-SM 2007 Guld
- Speedway-SM 2009 Guld
- Speedway-SM 2010 Guld
- Speedway-SM 2011 Guld
- Speedway Grand Prix 2011 Silver
- Speedway-SM 2013 Guld
- Speedway-SM 2016 Guld

## Klubbar
- Sverige Elitserien = Rospiggarna
- Polen Speedway Ekstraliga = Falubaz Zielona Góra

### Fotnoter
1. ↑  ”Andreas Jonsson lägger av” (på svenska). SVT Sport. 27 augusti 2019. https://www.svt.se/sport/speedway/andreas-jonsson. Läst 27 augusti 2019.